# Balvanera
Balvanera es un barrio oficialmente reconocido de la Ciudad Autónoma de Buenos Aires (Argentina) que se encuentra en la Comuna 3, al oeste del centro político y financiero de la ciudad. El nombre del barrio fue tomado de la parroquia homónima, y fue asignado por la ordenanza municipal N.º 26.607 (4 de mayo de 1972).

## Geografía
El barrio de Balvanera está comprendido por la Avenida Independencia, Avenida Entre Ríos, Avenida Callao, Avenida Córdoba, Gallo, Avenida Díaz Vélez, Sánchez de Bustamante, prolongación virtual de Sánchez de Bustamante (puente peatonal), Sánchez de Bustamante, Sánchez de Loria.
Limita con los barrios de Recoleta al norte, San Nicolás y Monserrat al este, San Cristóbal al sur, y Almagro al oeste.
Tiene una superficie de unos 4,34 km² y una población según el censo de 2010 de 138 926 habitantes, lo que determina una densidad poblacional es de 31 991 habitantes/km².

## Origen del nombre y otras denominaciones

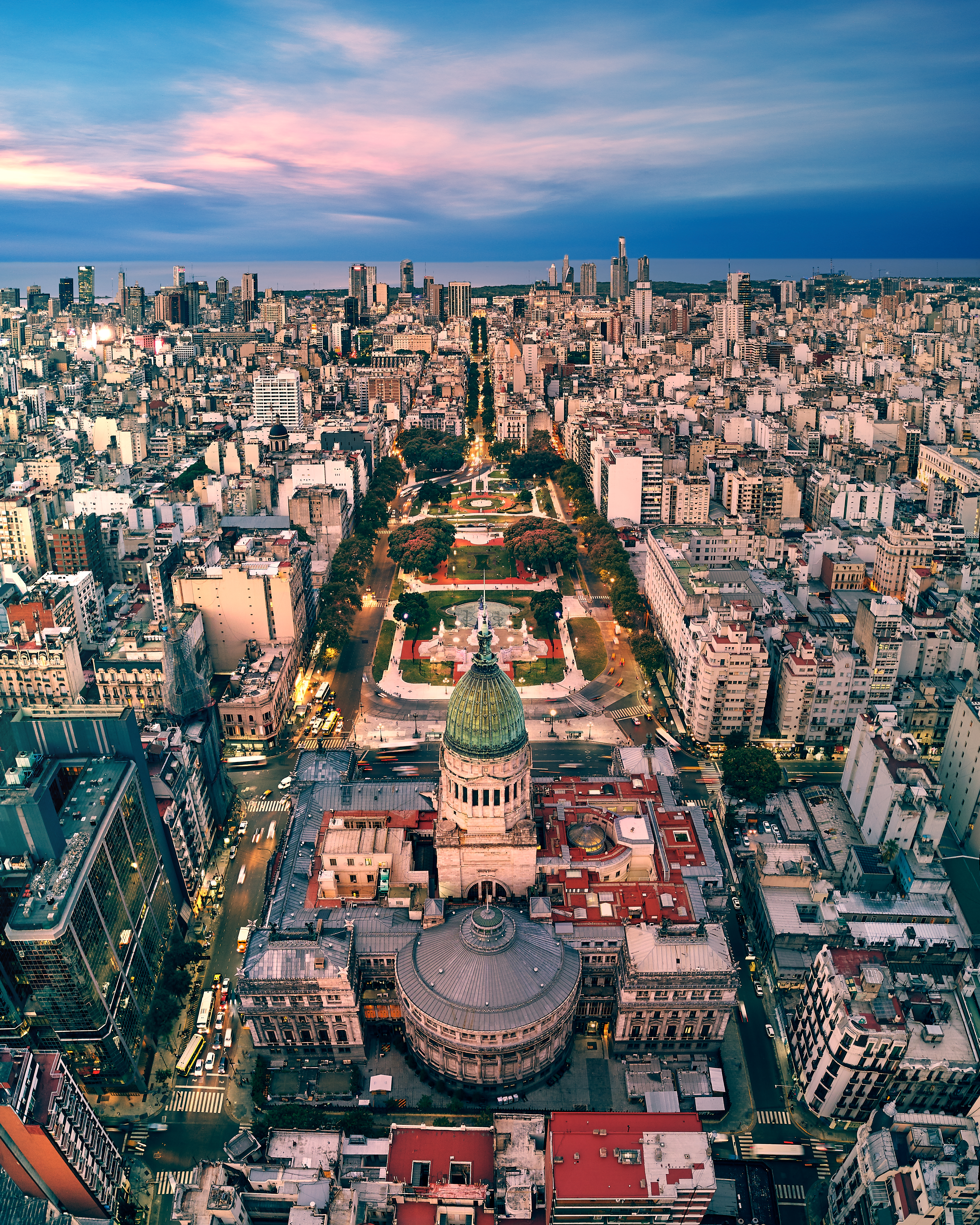
Vista aérea de la Plaza del Congreso y sus alrededores.

El nombre oficial, Balvanera, proviene de la parroquia de Nuestra Señora de Balvanera, construida en 1831. El nombre proviene del Monasterio de Valvanera de La Rioja (España) donde en una escritura de 1016 ya aparece como "val veneto".
A la zona situada alrededor de la intersección de las avenidas Rivadavia y Pueyrredón/Jujuy se la llama Once, nombre que proviene de la Estación Once de Septiembre. Siempre se menciona este nombre como alternativo de la Plaza Miserere, donde está situado el mausoleo del presidente Bernardino Rivadavia, pero en realidad Once proviene de la estación y no de la plaza.
Se denomina a veces Congreso a la zona este de Balvanera, por estar situado en ella el edificio del Congreso Nacional.
Finalmente, la parte noroeste de Balvanera es conocida como Abasto, en recuerdo del antiguo mercado de Abasto, que hoy es un centro comercial.

## Historia

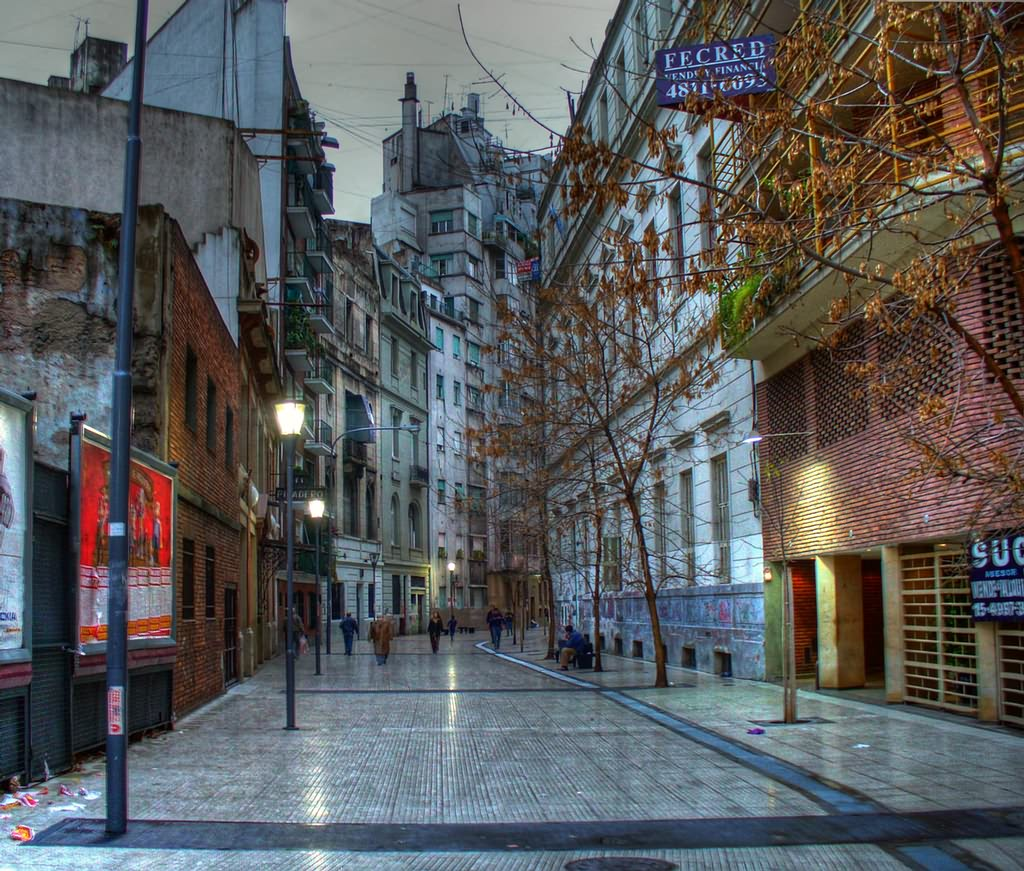
El Pasaje Enrique Santos Discépolo, por donde pasó el primer ferrocarril del país, ahora convertido en paseo peatonal

Durante el siglo XIX, Balvanera era considerada un suburbio de Buenos Aires. Un censo de 1836 estimaba su población en 3625 habitantes. Casi todos vivían en quintas (pequeñas fincas), por lo que la zona era conocida como las quintas. Su avenida principal, hacia el oeste, era el Camino Real del Oeste, actualmente Rivadavia. A mediados de siglo, la parroquia se convirtió en cabecera del ferrocarril del oeste.
El lugar en donde se halla emplazada la plaza que da nombre al barrio fue inicialmente una quinta, conocida como Quinta de Miserere. Hacia 1814 se la denominó como Mataderos de Miserere, llamándose Hueco de los corrales en 1817 y Mercado del Oeste por 1850. También fue conocida como Mercado o Plaza 11 de Septiembre. La denominación Plaza Miserere data de 1947.
En esta plaza se encontraron las fuerzas que reconquistaron la ciudad invadida por los ingleses en 1806, y durante la Segunda invasión inglesa, en 1807, las tropas de Liniers fueron vencidas en este lugar.  El Mercado 11 de Septiembre funcionó hasta 1882, fecha en donde el intendente Torcuato de Alvear inició la delimitación de la plaza. [cita requerida]En 1913 sufrió una remodelación importante cuando se construyó la estación de subterráneos que se encuentra debajo de ella.
Balvanera tenía una fuerte tradición política que identificaba al barrio (la actual sección electoral 9) con el caudillo Adolfo Alsina, y luego con los caudillos de la Unión Cívica Radical (UCR), Leandro Alem e Hipólito Yrigoyen.
Hacia 1900 se asociaba a Balvanera con las violentas protestas electorales, y con los burdeles de Junín y Lavalle, zona en la que según Jorge Luis Borges, el tango adquirió sus matices eróticos más notorios. El crecimiento natural y el desarrollo del ferrocarril consiguieron por esa época que el barrio empezara a ser parte de la ciudad.
El primer censo realizado en Balvanera fue en el año 1833, y arrojó la cantidad de 3135 habitantes, cuando la ciudad de Buenos Aires contaba con 62.228 hab. El segundo censo del año 1855, la cifra fue de 5936 habitantes.

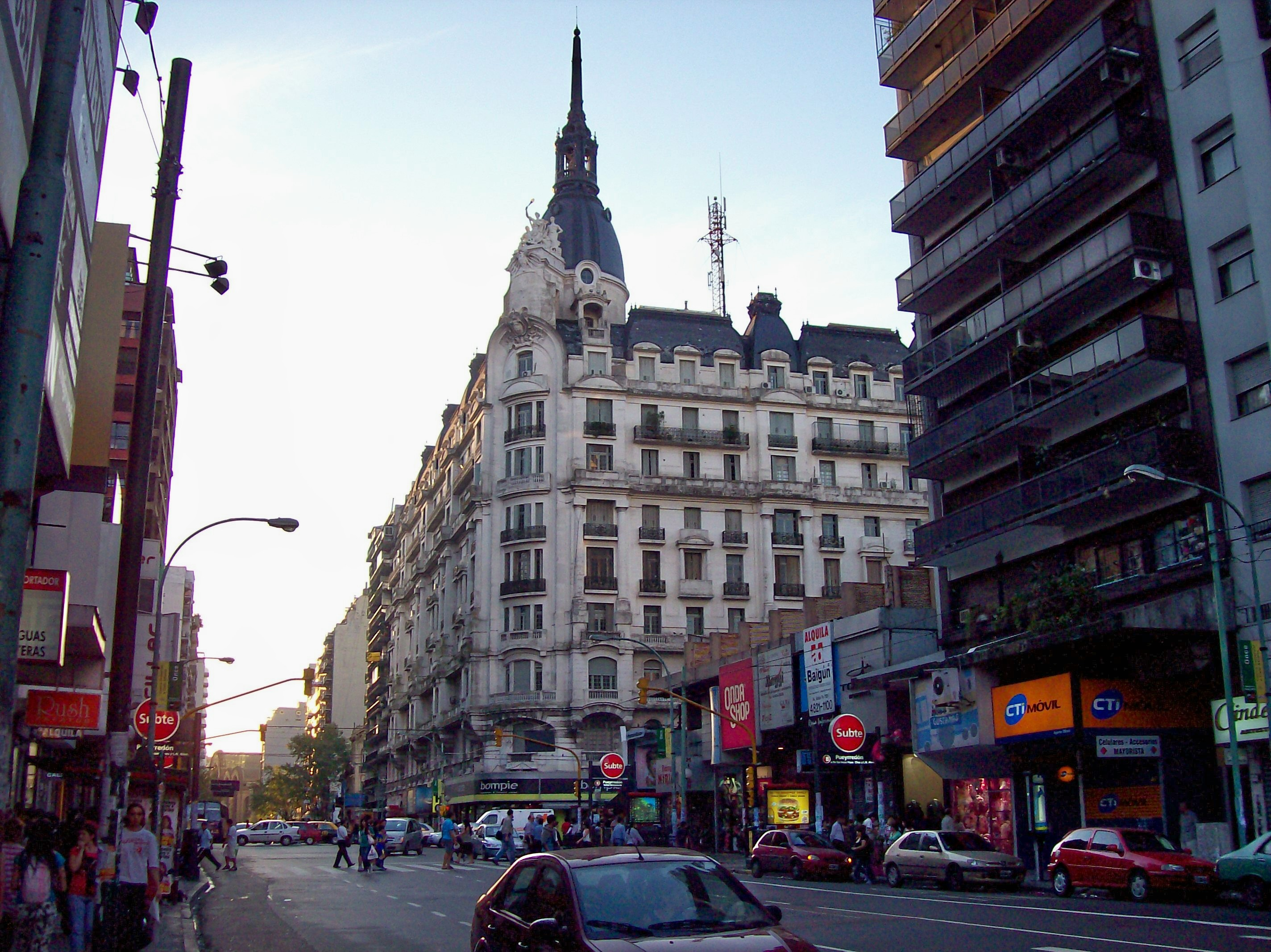
Corrientes y Pueyrredón, esquina noroeste

El 20 de diciembre de 1882, fue inaugurada la Estación Once de Septiembre, en el centro del barrio, siendo una de las tres más importantes terminales ferroviarias de la Ciudad de Buenos Aires. Construida en un estilo neorrenacentista, por el arquitecto holandés John Doyer entre los años 1895 y 1907.
La dominante presencia de los inmigrantes no logró que se apagara la fama de Balvanera como barrio de guapos (cuchilleros), de milongas (lugares de baile) y tango. En 1909 en Balvanera habitaba un 25,6% de población italiana, levemente superior al 22,7% del total de la población de la Ciudad de Buenos Aires. Contiguos a este enclave y muy cercanos a la Plaza Miserere, se ubicaron los judíos-rusos que llegaron a Buenos Aires. Todas las quintas que en esa época rodeaban la zona fueron loteados y cuando se ofrecieron para la venta esas tierras primero las cercanas al mercado 11 de septiembre, pero luego en 1880 en todo el barrio.
La inauguración del Mercado del Abasto en 1934 significó la reafirmación del barrio como zona comercial.
Al final de los años 1970, el barrio se convirtió en una zona favorecida por las tiendas de electrónica de importación, a la vez que mantenía su tradición textil; las nuevas comunidades de inmigrantes coreanos y chinos pasaron a tener una presencia relevante en diversas actividades comerciales.
El 18 de julio de 1994 se produjo la masacre en la sede de la entidad judía AMIA, el edificio fue destruido por la bomba que mató a 85 personas por un ataque terrorista.
A fines de 1998 fue inaugurado el Centro comercial del Abasto, que modificó el entorno de una parte del barrio, se cerraron muchos inquilinatos y fueron desalojadas casas ocupadas por inmigrantes de bajos recursos. El nuevo "shopping" tiene una superficie de 21.135,3 m², siendo uno de los más grandes de Buenos Aires. El Abasto fue un éxito instantáneo y vino acompañado con las construcciones del hotel Holiday Inn Select Abasto, del complejo Torres de Abasto y de un hipermercado Coto.

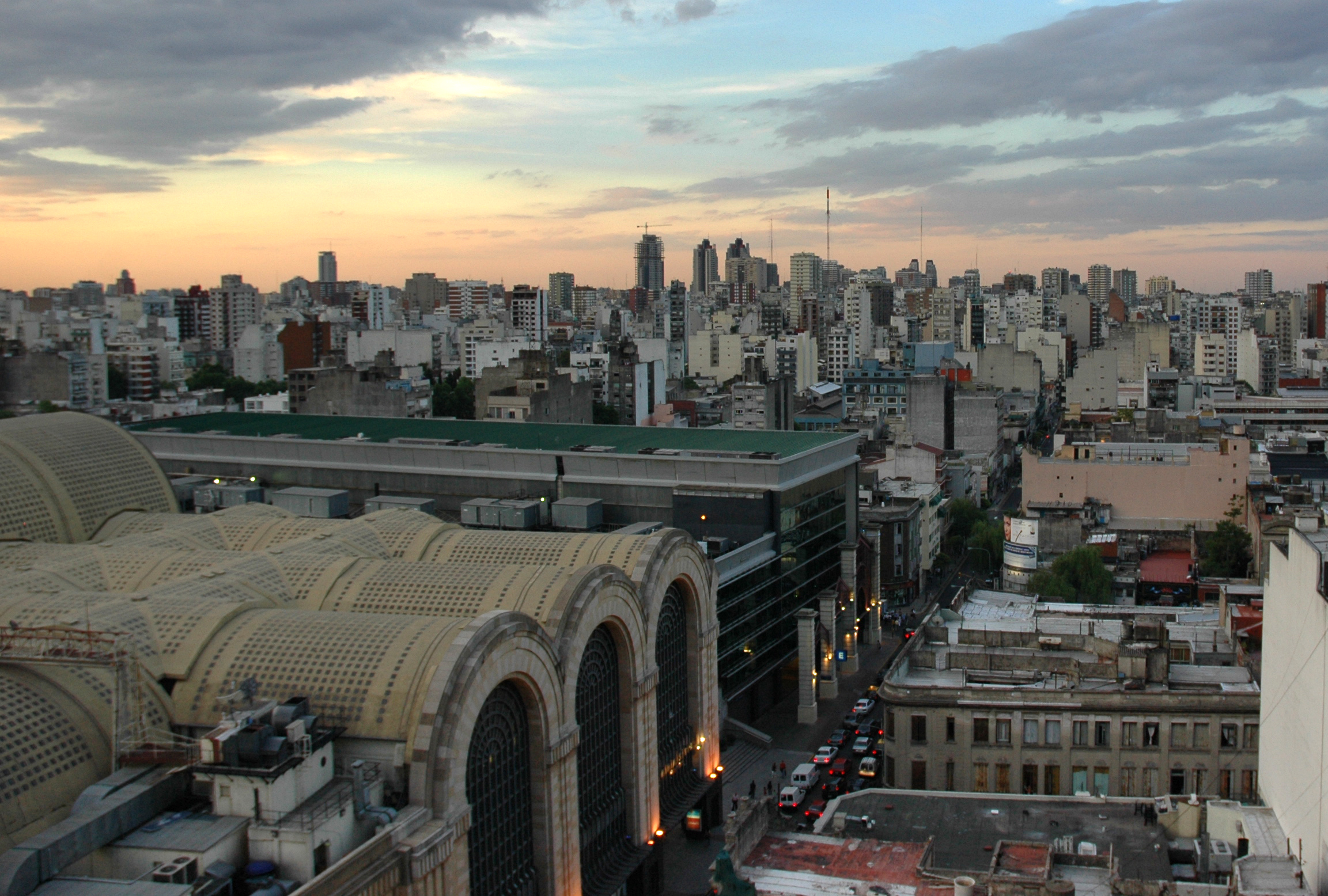
Vista actual del barrio desde la zona del Abasto.

En diciembre de 2004 ocurrió el incendio del local República Cromañon, en la que murieron 194 personas durante el recital de Callejeros y en febrero de 2008 ocurrió el Incendio de Lavalle 2257, uno de los que más se demoró en controlarse en toda la historia de la ciudad (30 horas).
En febrero de 2012 ocurrió un choque de tren, dejando un saldo de cincuenta y un muertos.
Actualmente, están registradas más de 25 mil tiendas en Balvanera, en parte porque las regulaciones locales favorecen al comercio. Muchos edificios de departamentos alojan a una o más tiendas en su planta baja.

## Comunidades
La comunidad árabe tiene a su vez tiendas y sedes de instituciones en el extremo sur de Congreso, cerca de San Cristóbal. También existe una importante comunidad coreana desde los años 80 y más recientemente el barrio ha sido un punto de influencia de miles de inmigrantes bolivianos.
La zona sur acoge a muchas instituciones de la comunidad gallega, y se distingue por su animado comercio del mueble en torno a la avenida Belgrano. Durante los dos primeros decenios del siglo XX, la zona en torno a la avenida Corrientes fue elegida como núcleo de la comunidad judía de Buenos Aires, contando con sinagogas y clubes judíos, la sede de la AMIA y el teatro Yiddish IFT. También se concentró en ella el comercio textil, lo que a su vez atrajo a grupos de las comunidades árabe y armenia. La zona del mercado mayorista de frutas y verduras (el Abasto) mostraba una activa mezcla de italianos y criollos.

## Características

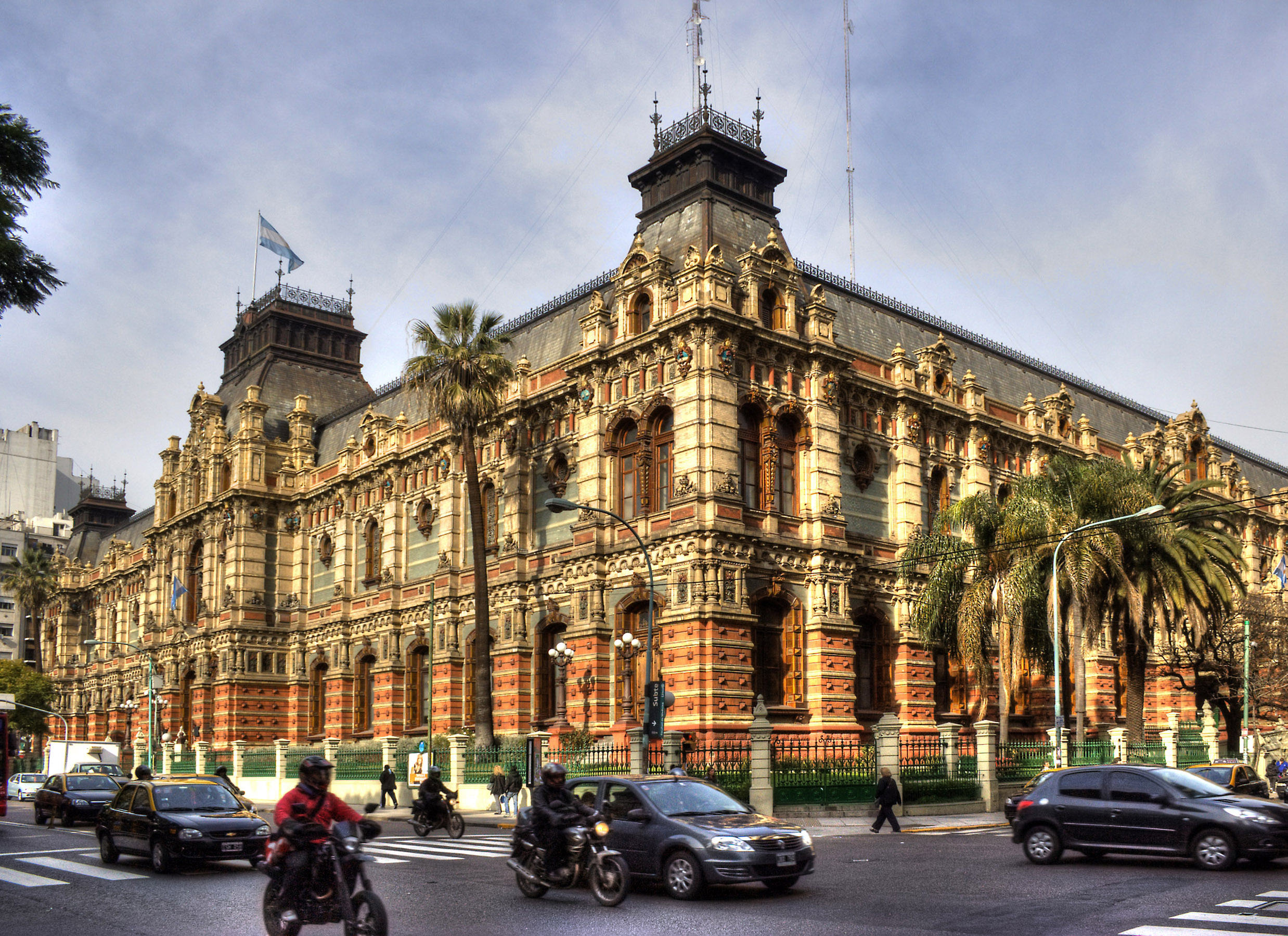
Palacio de Aguas Corrientes

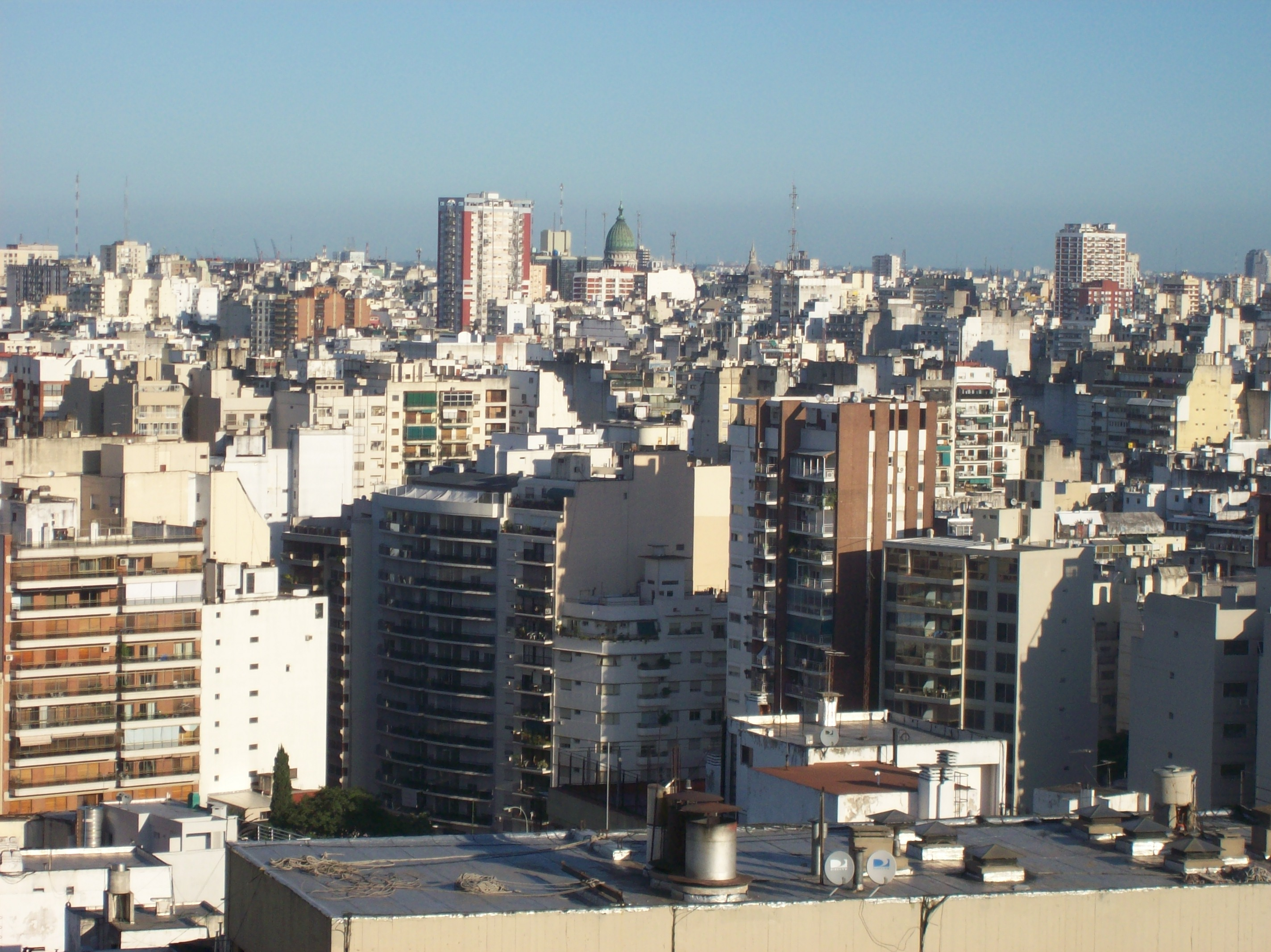
Edificación compacta en el barrio de Balvanera. En el centro, cúpula del Congreso de la Nación Argentina

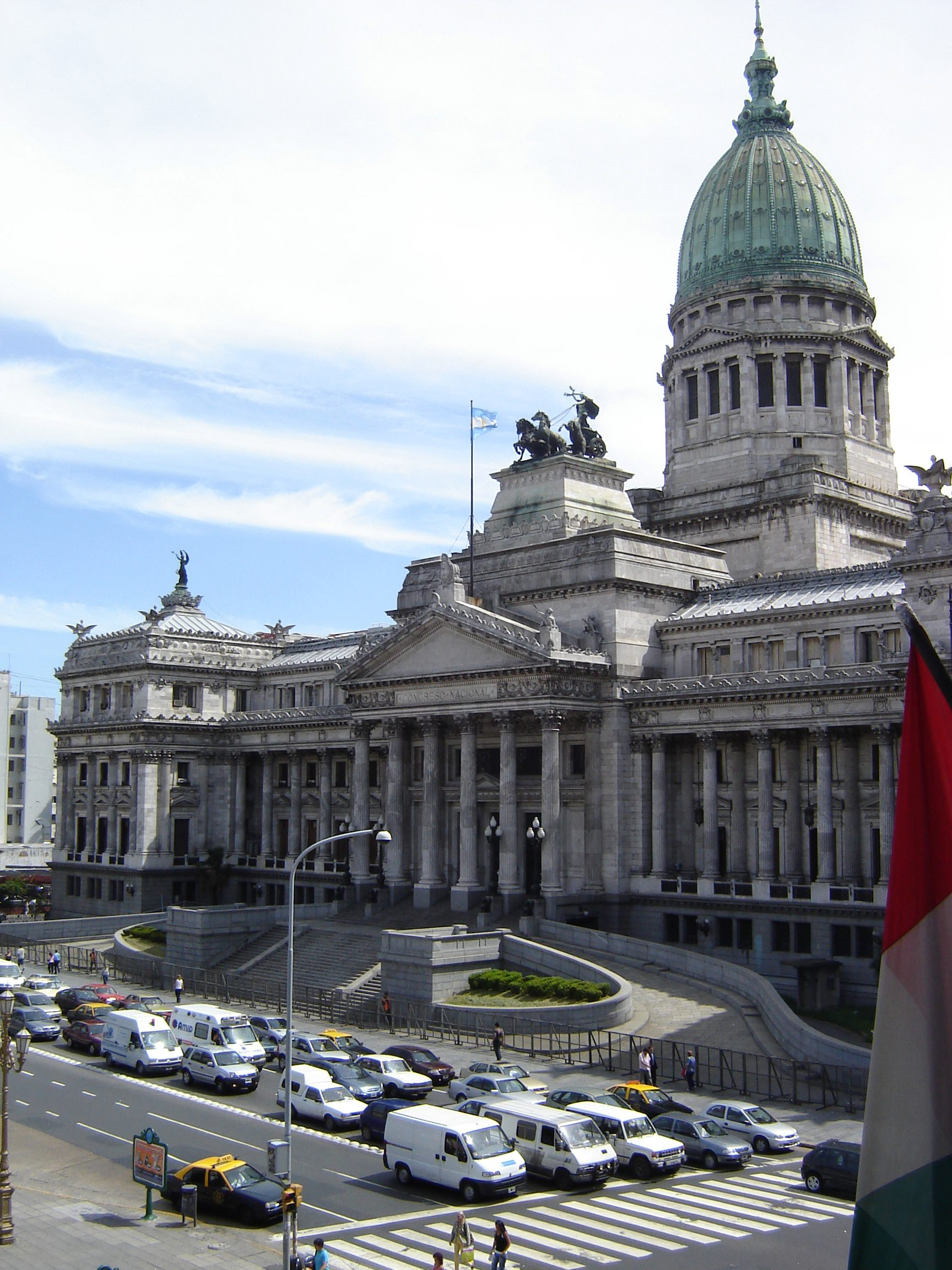
Edificio del Congreso Nacional Argentino

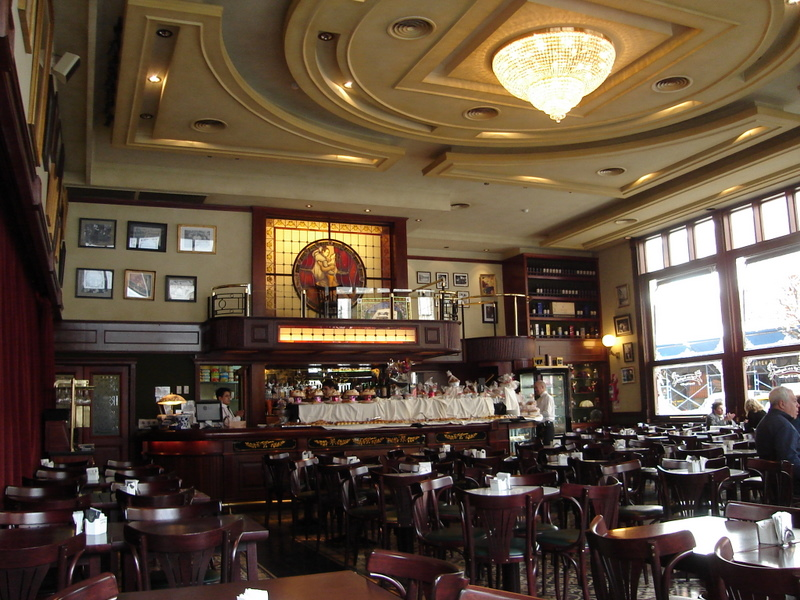
Café de los Angelitos

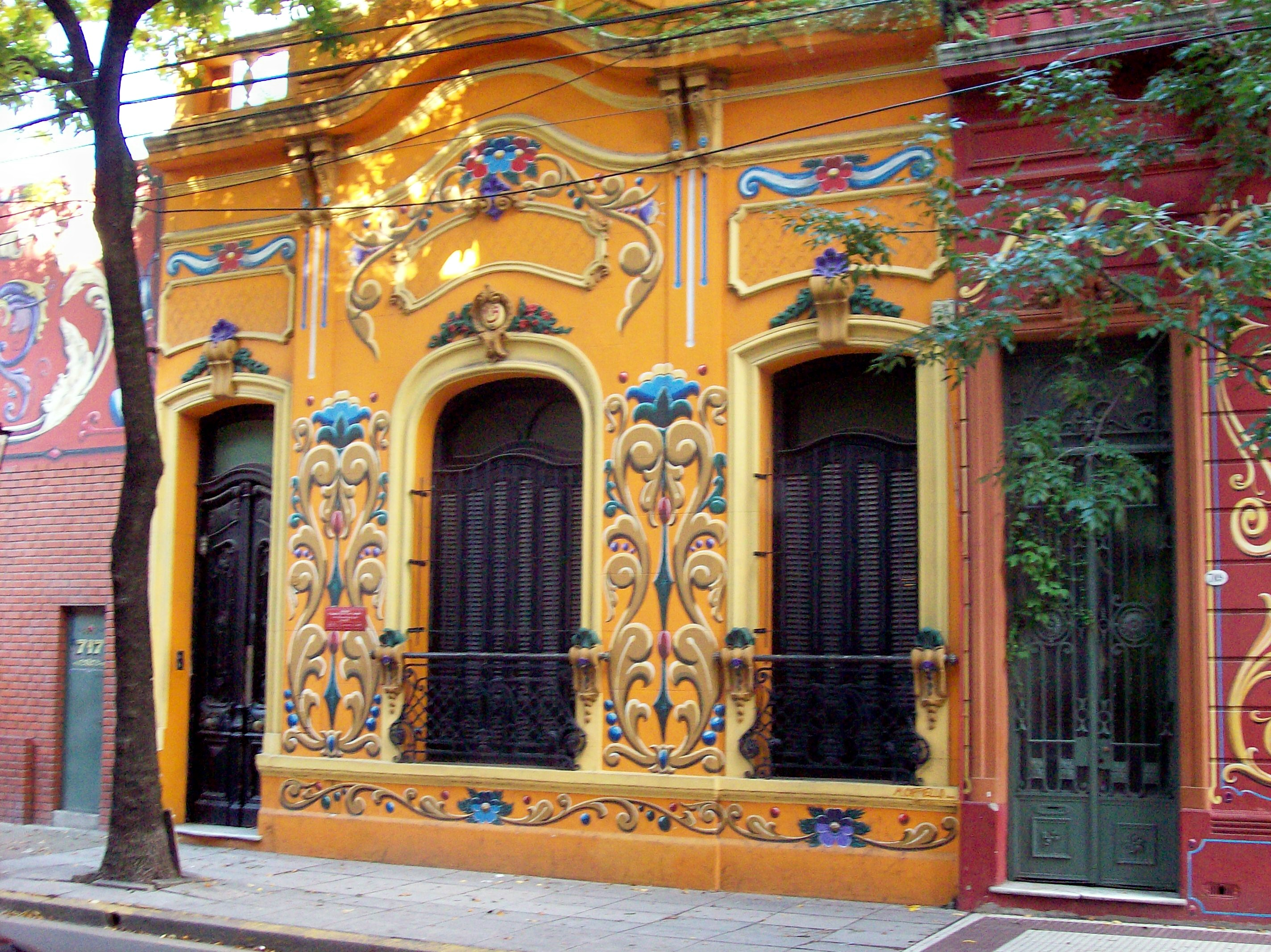
Fileteado en calle Jean Jaures

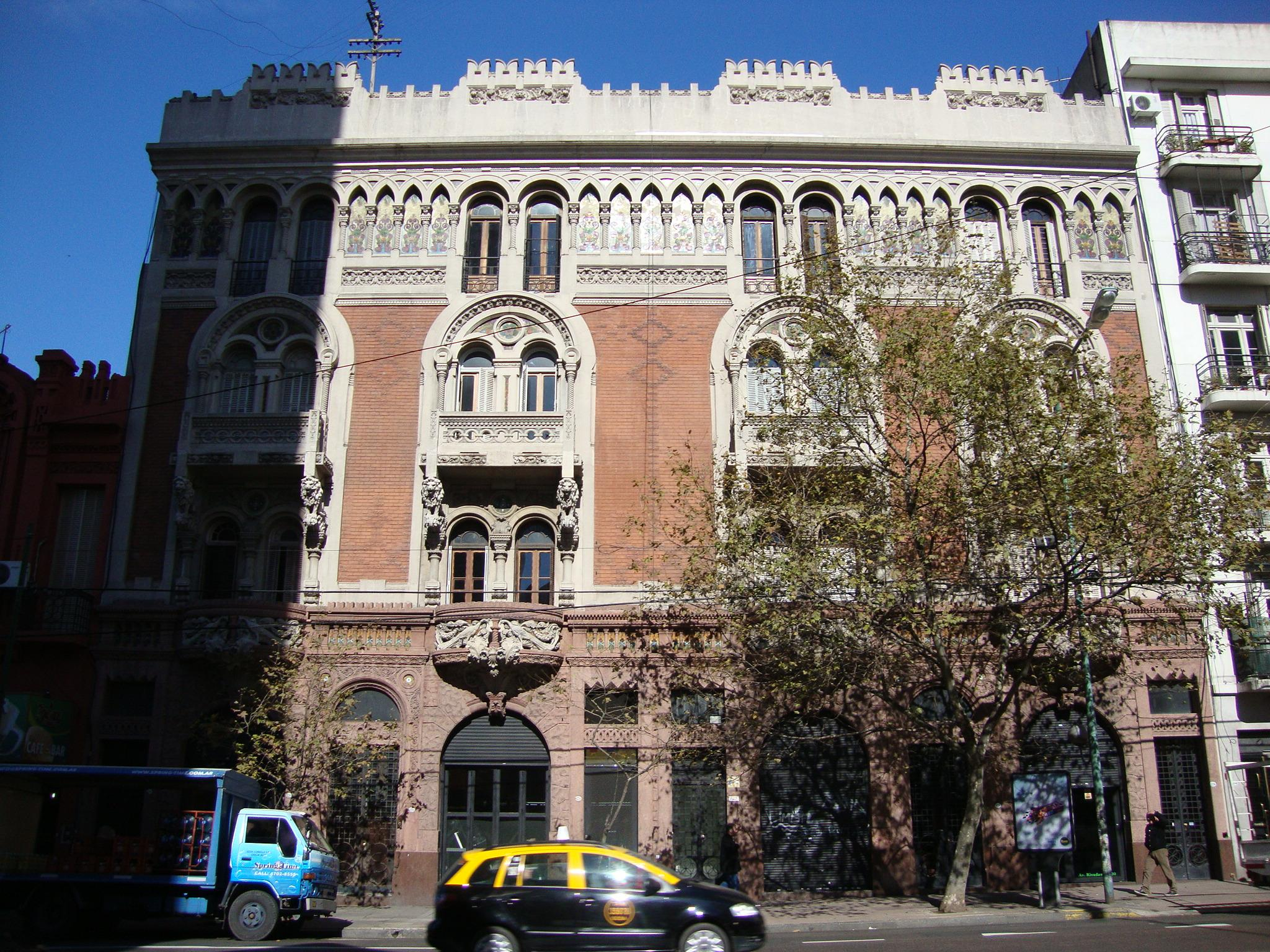
Casa de los Pavos Reales

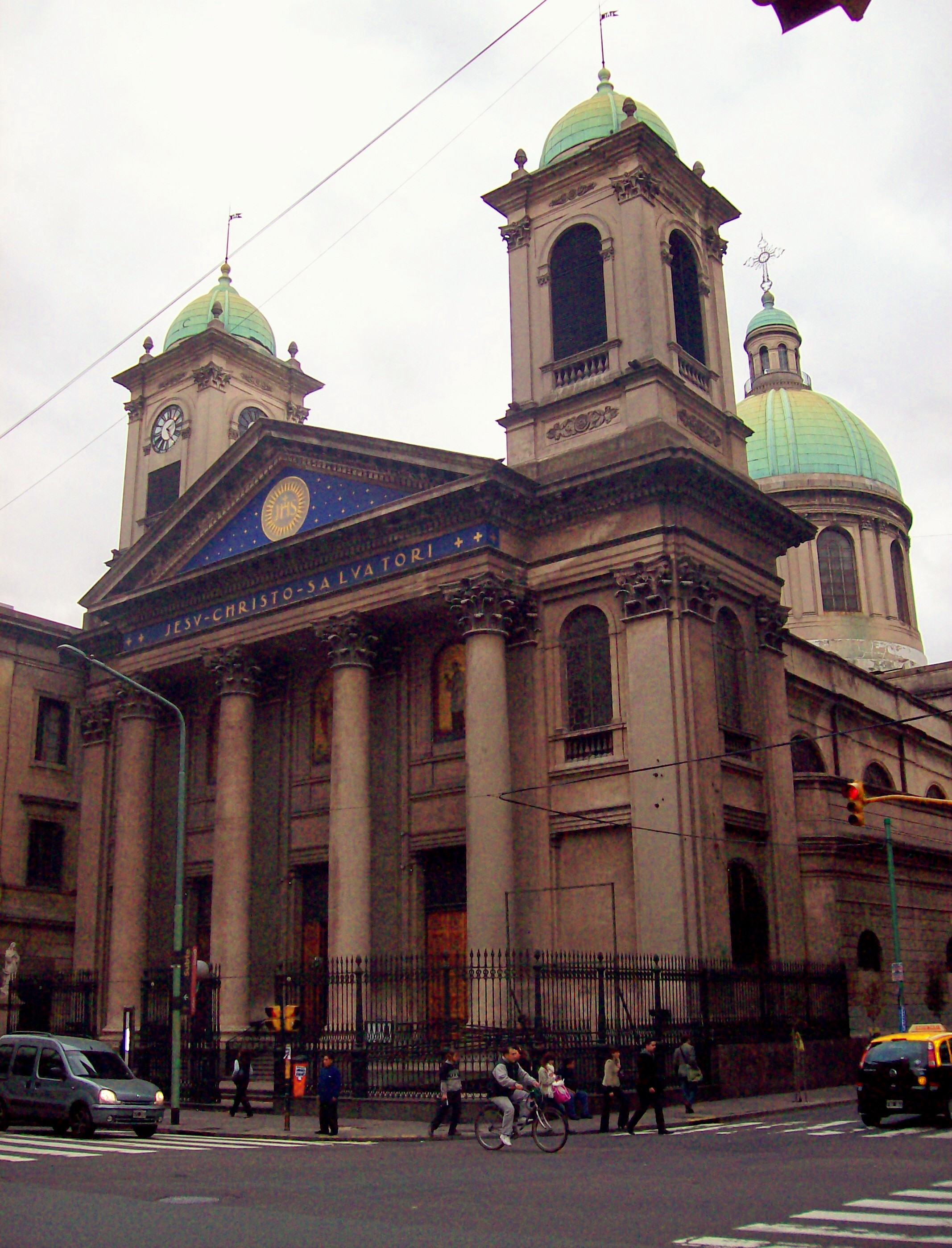
Iglesia del Salvador

Balvanera está situado al oeste del habitualmente reconocido centro de Buenos Aires, formado por San Nicolás y Montserrat, y al sur, cruzando la avenida Córdoba, de las elegantes zonas residenciales conocidas como el inexistente Barrio Norte, que es en realidad el barrio de Recoleta.
La mayoría de los vecinos de Balvanera vive en departamentos de edificios construidos en pequeños solares. La densidad de población es muy alta, y la proporción de espacios verdes considerada insuficiente. El reducido espacio verde de la Plaza Miserere está ocupado por filar para el colectivo y ocupado en gran medida por vendedores ambulantes. El mausoleo del presidente Rivadavia, ubicado en la plaza, suele estar cubierto de grafitis; una valla protectora construida alrededor ha mejorado notablemente su aspecto y estado de conservación.
Las calles principales de Balvanera son Avenida Rivadavia, que atraviesa toda la ciudad de Buenos Aires de este a oeste (todas las calles norte-sur cambian de nombre al atravesar Rivadavia) y Corrientes, la principal vía comercial y de entretenimiento de la ciudad.
En la zona norte de Balvanera está ubicada la Facultad de Ciencias Económicas de la Universidad de Buenos Aires, mientras que en la zona sur, sobre la calle Independencia se encuentra el edificio principal de la de Facultad de Psicología, de la misma Universidad. Muchas universidades privadas tienen también sus instalaciones en Balvanera. El Hospital General de Agudos José María Ramos Mejía está situado en este barrio.

## Sitios de interés

### Museos
Museo del Agua y de la Historia Sanitaria
Muestra la historia del agua y del saneamiento en Buenos Aires, y el proyecto y construcción de su sede: el Palacio de las Aguas Corrientes. Se exhiben piezas y artefactos sanitarios únicos, además de una interesante colección de cañerías, medidores y grifería, de distintos materiales y procedencia.
Museo de los Niños
Está dedicado a recrear los espacios de una ciudad a escala de los chicos. Cuenta con una sala de exposiciones y un auditorio donde se llevan a cabo espectáculos, proyecciones de cine y otras actividades culturales.
Museo Casa Carlos Gardel
Es una casa museo ubicada en la casa donde habitó el cantante de tango, compositor y actor de cine Carlos Gardel. Expone pertenencias y documentación de Gardel, entre otros objetos relacionados con la historia del tango y de Buenos Aires, durante la época en la que vivió el cantante.

### Plazas
Plaza Primero de Mayo
Está ubicada en las calles Pasco y Alsina. En este predio desde el año 1833 hasta el año 1891 se ubicó un cementerio protestante, llamado "de disidentes".
Plaza Miserere
El diseño actual es de 1923, habiéndose incluido el mausoleo de Bernardino Rivadavia en 1932, obra del escultor Rogelio Yrurtia, donde se guardan sus cenizas, la misma representa la única tumba de un prócer que se encuentra en una plaza pública en Buenos Aires.

### Edificios y arquitectura
Palacio del Congreso
Es el edificio donde desarrolla sus actividades el Congreso de la Nación Argentina. El estilo de la obra es un eclecticismo grecorromano, dentro del academicismo italiano del autor Vittorio Meano. El edificio se distingue por su cúpula, que alcanza los 80 metros de altura y lo transformó en el edificio más alto de la Argentina al momento de su construcción. 
Palacio de Aguas Corrientes
El edificio es uno de los más exuberantes de Buenos Aires, y una muestra de la arquitectura ecléctica que encantaba a las clases altas que gobernaron la Argentina hasta 1916. El estilo puede encuadrarse dentro del impuesto en el Segundo Imperio Francés, y se destacan las piezas de cerámica policromada y los abundantes ornamentos en la fachada.
Confitería del Molino
Fue una histórica confitería, pastelería, bar y restaurante ubicada frente al edificio del Congreso Nacional. La obra se halla entre las más notables de su época por la calidad de los materiales empleados. Se destacan los revestimientos de mármol de las columnas, pilastras y paneles del interior de los locales de gran riqueza y suntuosidad, así como algunas obras de arte traídas especialmente de Italia.
Casa Calise
De seis pisos de altura y estilo art nouveau, fue construida en 1911 por el arquitecto italiano Virginio Colombo. Tiene carpintería de madera maciza de roble, vitrales, rejas y puertas de hierro de elaborada ornamentación, y escaleras de mármol de Carrara.
Edificio de Rivadavia y Ayacucho
Tiene cinco pisos y fue construido en 1907 por el Arq. Eduardo Rodríguez Ortega, ostenta una cúpula vidriada con la leyenda “No hi ha somnis impossibles”. La ornamentación del edificio que la sostiene lleva el sello inequívoco  del estilo catalán.
Edificio de Corrientes y Pueyrredón
La esquina noroeste de Corrientes y Pueyrredón, es dominada desde 1908 por un majestuoso edificio de estilo academicista, de planta baja y nueve pisos, construido por Jacques Dunant (autor de la Catedral de San Isidro) y Gastón Mallet (quien construyó la sede del Centro Naval de Florida y Córdoba). Ocupa casi un cuarto de manzana y consta de varios cuerpos que en los pisos altos posee departamentos de 10 y 12 ambientes. La planta baja está ocupada por diversos locales comerciales. Su basamento está compuesto de dos niveles y su tratamiento le otorga una imagen sólida. El énfasis está colocado en la esquina, donde remata con una cúpula acompañada por un tratamiento decorativo de carácter.
Casa de los Lirios
Es uno de los edificios más representativos del Art Nouveau en la ciudad de Buenos Aires. El edificio es considerado Representativo por el Gobierno de la Ciudad de Buenos Aires, y cuenta con un nivel integral de protección.
Casa Grimoldi
Fue proyectado por el arquitecto milanés Virginio Colombo, uno de los máximos representantes de la corriente Liberty del modernismo. Es de estilo ecléctico, ya que combina elementos del modernismo (corriente Liberty milanés) con ornamentos de distintos estilos históricos de Italia, como el pompeyano o el etrusco. 
Casa de los Pavos Reales
Es una de las obras más notables del arquitecto italiano Virginio Colombo y  una pieza icónica del modernismo en la ciudad de Buenos Aires. Los arcos apuntados y los motivos ornamentales en general recuerdan rápidamente a la arquitectura de Venecia, muy presente en varias obras de Colombo. Dentro de la decoración de la fachada, se destacan principalmente los cuatro pares de pavos reales que aparecen en los balcones de granito rojo del primer piso alto; y los leones que sostienen los balcones del segundo piso superior. 
Café de los Angelitos
Es un café de tango histórico de la Ciudad de Buenos Aires. Era el lugar en el que Carlos Gardel estableció su "barra" a partir de 1912, cuando comenzó su carrera artística formando dúo con José Razzano. 
Mercado de Abasto de Buenos Aires
Fue un mercado proveedor de frutas y verduras. Tras dejar de funcionar en 1984, el edificio se mantuvo sin uso durante años hasta que fue convertido en el centro comercial Abasto de Buenos Aires en 1998. Es uno de los edificios destacados de la historia de la Ciudad de Buenos Aires por su cercanía al centro urbano, su audacia estructural y también por ser el primer edificio en ser construido a base de hormigón armado.

### Espacios culturales
Dentro del barrio, concentrados en la Avenida Corrientes se encuentran varios teatros y centros culturales, entre ellos la Casona del Teatro, localizada en la Avenida Corrientes al 1975; Apacheta Sala, situada en calle Pasco al 623; el Centro Cultural Fray Mocho, emplazado en Teniente General Perón al 3644; el popular Centro Cultural Ricardo Rojas perteneciente a la Universidad de Buenos Aires, el Teatro 1/2 Mundo, el Teatro Empire, emplazado en calle Hipólito Yrigoyen.

### Templos
Basílica Santuario de Santa Rosa de Lima
El templo es de estilo bizantino-románico, con cripta y grandiosa cúpula. La cúpula está sostenida por 18 columnas de mármol de Cipolin griego de tonalidad verde, haciendo juego con los zócalos y frisos revestidos en mármol Tynos. Destinada a recibir un fresco en su bóveda, originalmente fue de revestimiento de piedra. La cúpula termina en una linterna en forma de torre que provee de luz al templo. 
Parroquia Nuestra Señora de Balvanera
La parroquia de Balvanera fue fundada en 1833 durante el gobierno de Juan Manuel de Rosas.
Iglesia del Salvador
En intersección de la Avenida Callao y la calle Tucumán, se encuentra la Iglesia del Salvador. Fue iniciada en 1872 por el sacerdote jesuita José Sató. Este trabajo lo realizó el arquitecto Pedro Luzetti. Se destacan dos torres, del año 1887 y el reloj, de una de ellas, de 1896.

### Calles y Pasajes
En el barrio de Balvanera se encuentran varios pasajes muy pintorescos:
Pasaje Sarmiento
Todo revestido en mayólicas españolas que lo convierten en un rincón andaluz. Con entrada por Rivadavia, sobre Bartolomé Mitre. El interior, asemeja un verdadero patio andaluz y poco queda de su diseño original, ya que en 1940 fue remodelado y esa es la imagen que guarda en la actualidad.
Pasaje Enrique Santos Discépolo
El pasaje Santos Discépolo describe una curva con forma de S, desde Callao y Lavalle hasta Corrientes y Riobamba. Una placa recuerda el paso de la locomotora La Porteña, que en 1857 inauguraba la primera línea ferroviaria del país. Aquí funcionó el famoso Teatro del Picadero, y más tarde el Teatro Abierto. 
Pasaje Carlos Ambrosio Colombo
La entrada está por el 2400 de Rivadavia, recorre unos 30 metros hacia el interior de la manzana y gira en ángulo recto. La particularidad de este pasaje está representada por su portería, una torre con techo a dos aguas coronada con una lanza.
Paseo del Fileteado
En Jean Jaures, entre Zelaya y Tucumán, seis casonas de principio de siglo fueron fileteadas en el concurso «El Abasto y el fileteado porteño» realizado en 2004 homenajeando a la técnica del “filete” que originalmente lucían los antiguos carros y cajones del Antiguo Mercado de Abasto, transformando la cuadra en una galería de Arte.

## Influencia del barrio en la cultura popular
Erróneamente se ha dicho que el edificio de Corrientes y Pueyrredón inspiró a Baldomero Fernández Moreno para escribir su famoso poema Setenta balcones y ninguna flor. En verdad, tal como fue comentado por el escritor y periodista Roy Bartolomew, se basó en uno situado en el Paseo de Julio (hoy Leandro N. Alem), a la altura del desaparecido parque de entretenimientos llamado Jardín Japonés.
El café Los Angelitos, en la esquina de Rivadavia y Rincón, fue punto de encuentro de músicos y poetas y ha merecido el homenaje de un tango. Exhibía un relieve de ángeles en su fachada, y era uno de los puntos de obligada visita del barrio, que se desmoronó en los años 1990 pero se encuentra reconstruido. A fines de los años 1960 el café La Perla, frente a la Plaza Miserere, fue uno de los lugares de nacimiento del rock argentino. Dice la leyenda que uno de los éxitos de la época, La Balsa, fue compuesto por Tanguito, en colaboración con Litto Nebbia, en el baño de La Perla de Once.
La película El abrazo partido, de 2003, desarrolla su trama en una de las muchas galerías de Balvanera en las que tiendas pequeñas comparten una sala común. La manzana de Pueyrredón, próxima a la Plaza Miserere, posee un área comercial de gran actividad, conocida como La Recova.
Carlos Gardel, el más popular cantor de tangos, vivió a pocas cuadras del Mercado de Abasto, cuyo edificio estilo art decó, de cinco pisos y tres subsuelos, fue inaugurado en 1934. Gardel comenzó a cantar en fondas de ese barrio. La casa en la que habitó con su madre, una inmigrante francesa, se conserva como monumento histórico, en la calle Jean Jaurés 735.
En la esquina sureste de Avenida Corrientes y la calle Anchorena se levanta el Abasto Plaza, primer hotel de cinco estrellas temático de tango en América. Construido durante los últimos años del pasado siglo, consta de 126 habitaciones y su decorado está íntimamente relacionado con dicho estilo y danza musical. En sus suites El día que me quieras y Mi Buenos Aires Querido los huéspedes pueden disfrutar de clases de tango así como de exhibiciones "tangueras" en su restaurante. Cuenta además con un tango boutique donde se pueden encontrar diseños temáticos en indumentaria profesional, libros, artesanías y talabartería en general.